# سنبل جبلي

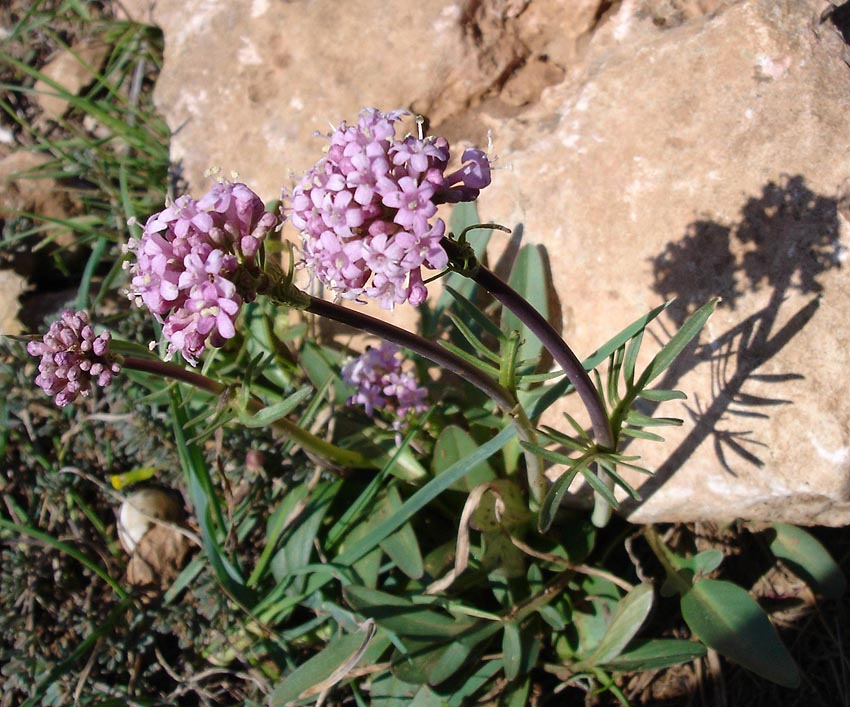
السنبل الجبلي

السنبل الجبلي نبات اسمه العلمي (Valeriana tuberosa).